# Kościół Notre Dame des Victoires w Paryżu
Kościół Notre-Dame des Victoires (Matki Bożej Zwycięskiej) – klasycystyczny kościół w Paryżu, położony w 2. dzielnicy Paryża, bazylika mniejsza. 

## Historia
W 1619 r. przy dzisiejszej ulicy Notre-Dame-des-Victoires założony został klasztor augustianów, którzy w 1629 r. rozpoczęli budowę swojego kościoła. Została ona pobłogosławiona przez arcybiskupa Paryża, a król Ludwik XIII osobiście położył pod nią pierwszy kamień w obecności dworu. On też wybrał patronkę dla kościoła - miał on stanowić podziękowanie Bogu za zwycięstwo nad protestantami w oblężeniu La Rochelle. Kościół został wstępnie oddany do użytku w 1656 r. i konsekrowany dziesięć lat później. Dalsze prace budowlane, mające na celu jego powiększenie, prowadził Sylvain Cartaud, natomiast nad dekoracją malarską pracował Louis-Michel van Loo. Nawa kościelna została poszerzona, całkowicie zmieniono fasadę budynku oraz wzniesiono dach sferyczny nad transeptem. 
W czasie Wielkiej Rewolucji Francuskiej kościół stał pusty, podobnie jak klasztor, który popadł w ruinę i został rozebrany w 1858 r. W czasie Dyrektoriatu miała tam swoją siedzibę loteria narodowa oraz giełda, dopiero w czasach napoleońskich przywrócono kościół do pierwotnych funkcji. W latach 30. XIX w. kościół stał się nieoczekiwanie jednym z centrów życia duchowego paryskich katolików, po tym, gdy proboszcz parafii Desgenettes doświadczył objawień maryjnych. Do świątyni, uznanej za szczególnie cudowną, zaczęli wówczas masowo przyjeżdżać pielgrzymi. Również położenie na szlaku pielgrzymkowym do Santiago de Compostela przyczyniło się do faktu, że kościół wypełniają dziś dary wotywne. 

## Architektura
Kościół reprezentuje typowy francuski klasycyzm. Jego fasada jest dwupoziomowa, wsparta odpowiednio na ośmiu i czterech jońskich pilastrach. Wejście do świątyni wiedzie poprzez troje drzwi, środkowe z portalem. Centrum fasady stanowi półokrągłe okno z obramowaniem z motywem kolumn oraz zegar. Fasada zachowuje zasadę symetrii, podkreśloną dodatkowo przez dwa obeliski na jej krańcach. Drugi poziom fasady zwieńcza okazały tympanon. 
Wnętrze obiektu urządzone z barokowym przepychem, z wyposażeniem z XVII w. (stolarka artystyczna, ambona, ołtarze boczne).